# Джош Бекер
Джош Бекер (англ. Josh Becker; 17 серпня 1958) — американський режисер та сценарист.

## Біографія
Джош Бекер народився 17 серпня 1958 року в місті Детройт, штат Мічиган. Будучи підлітком зробив кілька короткометражних фільмів разом з Семом Реймі і Брюсом Кемпбеллом.
Відомий як режисер та сценарист фільмів «Війна Страйкера» (1985), «Лунатики: Історія кохання» (1991), «Час Роботи» (1997), «Інопланетний апокаліпсис» (2005), а також зняв дев'ять епізодів серіалу «Ксена: принцеса-воїн».

## Фільмографія

### Режисер, сценарист
| Рік       |    | Українська назва                     | Оригінальна назва                    | Роль                                   |
| --------- | -- | ------------------------------------ | ------------------------------------ | -------------------------------------- |
| 1972      | кф | Цар Едіп                             | Oedipus Rex                          | режисер, сценарист                     |
| 1978      | в  | Ранні короткометражки Сема Реймі     | Sam Raimi Early Shorts               | режисер                                |
| 1980      | кф | Війна Страйкера                      | Stryker's War                        | режисер, сценарист                     |
| 1981      | кф | Торро, Торро, Торро!                 | Torro. Torro. Torro!                 | режисер, сценарист                     |
| 1982      | кф | Клівленд Сміт: Мисливець за головами | Cleveland Smith: Bounty Hunter       | режисер, сценарист, оператор, монтажер |
| 1985      | ф  | Війна Страйкера                      | Stryker's War                        | режисер, сценарист, оператор, монтажер |
| 1989      | ф  | Список жертв                         | Hit List                             | сценарист                              |
| 1991      | ф  | Лунатики: Історія кохання            | Lunatics: A Love Story               | режисер, сценарист                     |
| 1993      | с  |                                      | Real Stories of the Highway Patrol   | режисер                                |
| 1994      | тф | Геркулес та лабіринт Мінотавра       | Hercules in the Maze of the Minotaur | режисер                                |
| 1994      | тф | Геркулес та жінки амазонки           | Hercules and the Amazon Women        | режисер другого плану                  |
| 1995—2001 | с  | Ксена: принцеса-воїн                 | Xena: Warrior Princess               | режисер, сценарист                     |
| 1997      | ф  | Час Роботи                           | Running Time                         | режисер, сценарист, продюсер           |
| 1999      | ф  |                                      | If I Had a Hammer                    | режисер, сценарист                     |
| 2000      | с  | Майстер на всі руки                  | Jack of All Trades                   | режисер                                |
| 2005      | тф | Інопланетний апокаліпсис             | Alien Apocalypse                     | режисер, сценарист                     |
| 2007      | тф | Гарпії                               | Harpies                              | режисер                                |
| 2013      | с  |                                      | Spine Chillers                       | режисер, сценарист, продюсер           |
| 2018      | ф  |                                      | Morning, Noon & Night                | режисер, сценарист                     |
| 2020      | ф  |                                      | Warpath                              | режисер, сценарист                     |

### Актор
| Рік  |    | Українська назва          | Оригінальна назва          | Роль                                               |
| ---- | -- | ------------------------- | -------------------------- | -------------------------------------------------- |
| 1977 | ф  | Прем'єра                  | Opening Night              | глядач                                             |
| 1977 | ф  | Це вбивство!              | It's Murder!               | актор                                              |
| 1980 | кф | Війна Страйкера           | Stryker's War              | актор                                              |
| 1981 | кф | Торро, Торро, Торро!      | Torro. Torro. Torro!       | актор                                              |
| 1981 | ф  | Зловісні мерці            | The Evil Dead              | Car Shemp                                          |
| 1985 | ф  | Війна Страйкера           | Stryker's War              | Hood Crushed Under the Car / Shot Cult Leader      |
| 1987 | ф  | Зловісні мерці 2          | Evil Dead II               | Fake Shemp                                         |
| 1990 | ф  | Людина темряви            | Darkman                    | Carnival Goer                                      |
| 1991 | ф  | Лунатики: Історія кохання | Lunatics: A Love Story     | губи Михайла Горбачова на обкладинці журналу Tempo |
| 1992 | ф  | Армія темряви             | Army of Darkness           | Fake Shemp                                         |
| 1995 | ф  | Москіти                   | Mosquito                   | Кемпер Стів                                        |
| 1997 | ф  | Час Роботи                | Running Time               | наркодилер                                         |
| 2011 | в  |                           | Cosmos Locos               | Боб                                                |
| 2013 | с  |                           | Spine Chillers             | лейтенант Бекер                                    |
| 2016 | ф  | Спритні пальчики: Кіно!   | Sticky Fingers: The Movie! | головний хіпі / Гітці Шпигун                       |